# Герб Едмонтона
Герб Едмонтону було надано 28 жовтня 1994 року.

## Блазон
- Щит: На пурпурі срібна хвиляста балка, що покрита синьою, у горі золоте крилате зубчасте колесо, а в низу сніп. У синій главі золоте напівсонце.
- Щиторимачі: На трав'янистому зеленому кургані праворуч трапер 1796 р. в зимовому одязі навколо талії шаховий синьо-золотий пояс, що тримає в правиці ствол мушкета вгору, через плече фігури висить пороховий ріг і сумка. Все золоте. Ліворуч Афіна у синіх шатах, що тримає під лівицею книгу, а в ній факел. За щитом і девізом золота булава в стовп.
- Девіз: ПРОМИСЛОВІСТЬ • ЦІЛІСТЬ • ПРОГРЕС.[1]

## Символізм
- Щит: Сонце у главі відображає велику кількість сонячного світла в Едмонтоні. Значення міста як авіаційного та промислового центру ілюструється крилатим колесом. Хвиляста смужка символізує річку Північний Саскачеван. Сніп символізує землеробство.
- Щитотримачі: Справа трапер представляє минуле міста: торгівлі хутром. Зліва Афіна, богиня мудрості, представляє міські навчальні заклади, особливо Університет Альберти.
- База: Щитотримачі стоять на пагорбі  долини річки, де проводиться багато розважальних заходів.
- Девіз: у сувої під щитом написано: "Промисловість - цілісність - прогрес". Цей девіз здавна використовувався як девіз міста і повторює теми щита.[1]